# Niemijärvi (sjö i Jyväskylä, Mellersta Finland)
Niemijärvi är en sjö i kommunen Jyväskylä i landskapet Mellersta Finland i Finland. Den är 4,6 meter djup. Arean är 49 hektar och strandlinjen är 5,74 kilometer lång. Sjön  ingår i Kymmene älvs huvudavrinningsområde.   Den ligger omkring 15 kilometer väster om Jyväskylä och omkring 230 kilometer norr om Helsingfors. 